# Brita Wagener
Brita Wagener (* 1. November 1954 in Salzgitter) ist eine deutsche Diplomatin im Ruhestand. Zuletzt war sie von 2017 bis 2020 Botschafterin in Äthiopien. 

## Leben
Brita Wagener machte 1973 ihr Abitur und studierte von 1974 bis 1978 Rechtswissenschaften in Bonn und Hamburg, was sie mit dem Ersten Juristischen Staatsexamen abschloss. Von 1980 bis 1983 absolvierte sie ihren juristischen Vorbereitungsdienst, den sie 1983 mit dem Zweiten Juristischen Staatsexamen abschloss. Wagener ist verheiratet mit dem mittlerweile pensionierten Diplomaten Martin Kobler.

## Laufbahn
1983 bis 1985 war sie im Vorbereitungsdienst für den höheren Auswärtigen Dienst. Ihre erste Station war 1985 bis 1988 die Deutsche Botschaft in Kairo, wo sie Referentin für Rechts- und Konsularangelegenheiten war. Von 1988 bis 1991 war sie im Auswärtigen Amt in der damaligen Bundeshauptstadt Bonn Referentin im Völkerrechtsreferat. Von 1991 bis 1994 war sie in der Deutschen Botschaft in New Delhi Botschaftsrätin für Politische Angelegenheiten, von 1994 bis 1997 dann in der Deutschen Botschaft in Tel Aviv Botschaftsrätin für Wirtschaftsangelegenheiten. Von 1997 bis 1998 war sie im Auswärtigen Amt (Berlin) stellvertretende Leiterin des Referats für den Nahen Osten, von 1998 bis 2003 stellvertretende Leiterin des Referats für Personalwesen und von 2000 bis 2003 Leiterin des Arbeitsstabes Menschenrechte. Von 2003 bis 2006 war sie als Gesandte an der Deutschen Botschaft in Kairo. Von 2006 bis 2009 war sie als Koordinatorin für internationale Personalpolitik in der Zentrale in Berlin tätig. 
Von 2009 bis 2012 war sie Generalkonsulin der Bundesrepublik Deutschland in Istanbul. Von August 2012 bis Juli 2014 war sie Botschafterin der Bundesrepublik Deutschland in der Republik Irak. Von August 2014 bis 2017 war sie Generalkonsulin der Bundesrepublik Deutschland in New York. Auf ihrem letzten Dienstposten vor der Pensionierung war sie von 2017 bis 2020 Botschafterin in Äthiopien.